# تنیس روی میز در المپیک تابستانی ۲۰۰۴
تنیس روی میز در بازی‌های المپیک تابستانی ۲۰۰۴ نام رویداد ورزش تنیس روی میز در بازی‌های المپیک تابستانی بود که در سال ۲۰۰۴ برگزار شد. این مسابقات از چهار بخش تشکیل شده بود که ۱۳ تا ۲۳ اوت برگزار شد. ۱۷۲ ورزشکار در این مسابقات حضور داشتند.

## نتایج
| رویداد        | طلا                            | نقره                                  | برنز                             |
| انفرادی مردان | ریو سئونگ-مین · کره جنوبی      | وانگ هائو · چین                       | وانگ لیچین · چین                 |
| دونفره مردان  | چن چی · و ما لین · چین         | کو لای چاک · و لی چینگ · هنگ کنگ      | مایکل مز · و فین توگول · دانمارک |
| انفرادی زنان  | ژانگ یینینگ · چین              | کیم هیانگ-می · کره شمالی              | کیم کیونگا · کره جنوبی           |
| دونفره زنان   | وانگ نان · و ژانگ یینینگ · چین | لی اون-سیل · و سوک اون-می · کره جنوبی | گوو یو · و نیو جیانفنگ · چین     |

## جدول مدال‌ها
| رتبه | کشور            | طلا | نقره | برنز | مجموع |
| ۱    | چین (CHN)       | ۳   | ۱    | ۲    | ۶     |
| ۲    | کره جنوبی (KOR) | ۱   | ۱    | ۱    | ۳     |
| ۳    | هنگ کنگ (HKG)   | ۰   | ۱    | ۰    | ۱     |
| ۳    | کره شمالی (PRK) | ۰   | ۱    | ۰    | ۱     |
| ۵    | دانمارک (DEN)   | ۰   | ۰    | ۱    | ۱     |